# Mañazo (distrito)
Mañazo é um distrito do Peru, departamento de Puno, localizada na província de Puno.

## Transporte
O distrito de Mañazo é servido pela seguinte rodovia:
- PU-122, que liga a cidade de Puno ao distrito de Cabanillas [1][2][3]